# Naissance en 1326
Naissance
- 1322
- 1323
- 1324
- 1325
- 1326
- 1327
- 1328
- 1329
- 1330

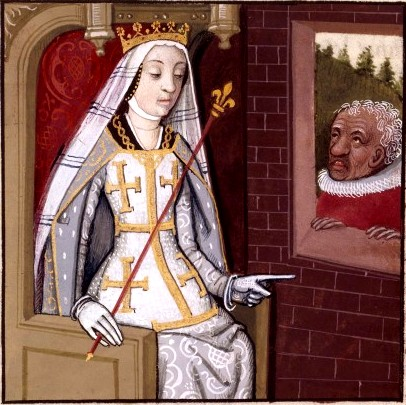
Jeanne Ire de Naples, née en 1326.

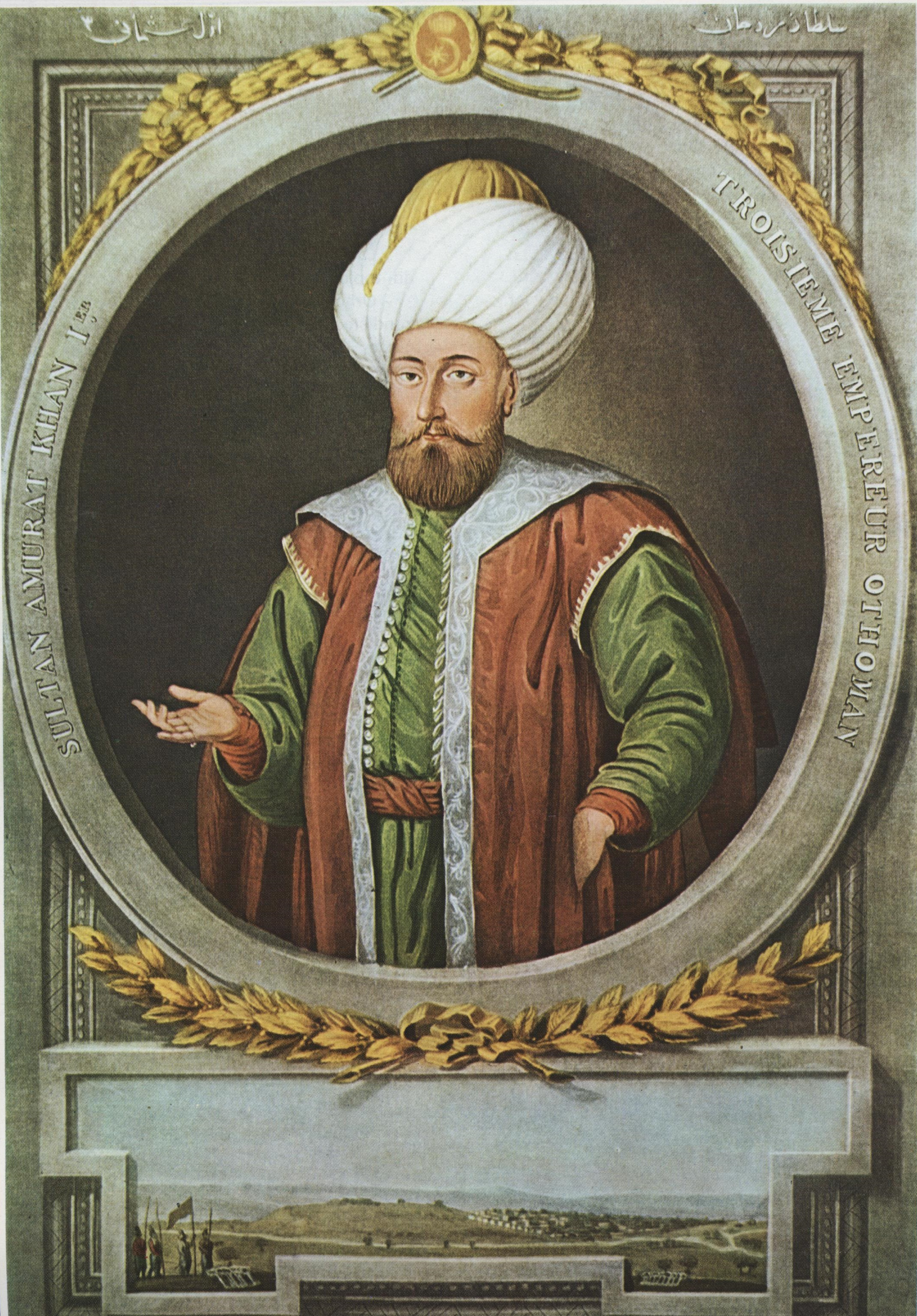
Mourad Ier, née en 1326.

Cette page dresse une liste de personnalités nées au cours de l'année 1326  :
- 5 mars : Louis Ier de Hongrie, roi de Hongrie et de Pologne.
- 30 mars : Ivan II de Russie, grand-prince de Moscou et de Vladimir.
- 8 mai : Jeanne Ire d'Auvergne, comtesse d'Auvergne et de Boulogne, puis reine de France.
- 16 août : Amaury IV de Craon, noble français.
- 15 septembre : Yolande de Flandre, dite aussi Yolande de Dampierre, Yolande de Cassel ou encore Yolande de Bar, femme politique active dans le Nord et l'Est du royaume de France.

- Marie de France, fille du roi de France Charles IV.
- Guillaume d'Aigrefeuille l'Ancien, dit le cardinal de Saragosse, cardinal-prêtre de Sainte-Marie-du-Trastevere, cardinal-prêtre de Sainte-Suzanne, cardinal-évêque de Sainte-Sabine, archevêque de Saragosse, légat du pape en Sicile.
- Kitabatake Akiyoshi, personnalité militaire de l'époque de Kamakura, défenseur de la Cour du Sud durant les guerres de l'époque Nanboku-chō.
- Isaac ben Chechet, talmudiste et légaliste.
- Tommaso da Modena, peintre et miniaturiste italien de style byzantin, qualifié de primitif italien.
- Jean Ier de Mecklembourg-Stargard, duc de Mecklembourg (Jean IV), puis duc de Mecklembourg-Stargard.
- Warcisław V, duc de Poméranie.
- Robert de Sicile-Duras, prétendant au titre de prince de Morée, seigneur de Cappacio, Muro, et Montalbano dans le royaume de Naples.
- Karma Lingpa, tertön, découvreur de textes tibétain cachés (termas).
- Kusunoki Masatsura, partisan de la Cour du Sud durant les guerres de l'époque Nanboku-chō.
- Mourad Ier, 3e sultan ottoman.
- Prince Narinaga, un des deux seii taishogun durant la restauration de Kemmu.
- Ningzong, 8e empereur de Chine de la dynastie Yuan et khan de l'Empire Mongol.
- Imagawa Sadayo, poète japonais et commandant militaire qui sert de tandai de Kyūshū à l'époque du bakufu Ashikaga.
- Seii, deuxième souverain du royaume de Chūzan sur l'île d'Okinawa.

date incertaine (vers 1326)
- Manuel Cantacuzène, despote de Morée.
- Jeanne Ire de Naples, dite la Reine Jeanne, reine de Naples, comtesse de Provence et princesse d'Achaïe.

## Crédit d'auteurs
- Cet article est partiellement ou en totalité issu de l'article intitulé « 1326 » (voir la liste des auteurs).